# Bundesautobahn 96
Pour les articles homonymes, voir A96.
La Bundesautobahn 96 (ou BAB 96, A96 ou Autobahn 96) est une autoroute mesurant 172,2 kilomètres reliant Lindau à Munich.